# Valentin Tabellion
Valentin Tabellion (* 23. März 1999 in Boulogne-Billancourt) ist ein französischer Radrennfahrer, der auf Straße und Bahn aktiv ist.

## Sportlicher Werdegang
Tabellion fing im Alter von vier Jahren mit dem Radsport an; zu diesem Zeitpunkt lebte er in Saran bei Orléans. Er spezialisierte sich auf Ausdauerdisziplinen im Bahnradsport; als Junior war er dreifacher französischer Meister und gewann 2017 eine Bronzemedaille bei den Europameisterschaften.
In der Elite gewann Tabellion bis einschließlich 2024 acht französische Meistertitel, darunter zwei individuelle Erfolge im Omnium. International hatte er seine wichtigsten Resultate in der Mannschaftsverfolgung, insbesondere Siege in den Europameisterschaften 2022 und im Weltcup-Rennen von Milton 2020 sowie als Vizeweltmeister 2021. Hinzu kam eine Reihe weiterer Podiumsplatzierungen in Weltcup bzw. Nations Cup.
Im Straßenradsport gehörte Tabellion von 2018 bis 2020 zunächst dem Vereinsteam Vendee U Pays De La Loire an. 2021 wechselte er zusammen mit Thomas Denis zu Xelliss-Roubaix Lille Métropole, inzwischen Van Rysel-Roubaix genannt, einem nordfranzösischen UCI Continental Team; in der Folge zog er nach Amiens. In diesem Bereich war sein bisher bedeutendstes Resultat ein Etappengewinn bei der Tour d’Eure-et-Loir, einem Rennen der Klasse 2.2.

## Erfolge

### Bahn
2016
 Französischer Meister – Zeitfahren, Einerverfolgung, Scratch (Junioren)
2017
 Europameisterschaften – Omnium (Junioren)
2019
 Französischer Meister – Mannschaftsverfolgung (mit Donavan Grondin, Florian Maître, Louis Pijourlet und Thomas Denis)
2020
 Weltcup in Milton – Mannschaftsverfolgung (mit Benjamin Thomas, Thomas Denis, Corentin Ermenault und Kévin Vauquelin)
2021
 Französischer Meister – Madison (mit Thomas Denis), Mannschaftsverfolgung (mit Marc Sarreau, Guillaume Monmasson und Colin Jacquemin)
 Weltmeisterschaften – Mannschaftsverfolgung (mit Thomas Boudat, Thomas Denis und Benjamin Thomas)
2022
 Europameister – Mannschaftsverfolgung (mit Thomas Denis, Quentin Lafargue, Benjamin Thomas und Thomas Boudat)
2023
 Französischer Meister – Omnium, Madison (mit Thomas Boudat), Mannschaftsverfolgung (mit Clément Cordenos, Thomas Boudat, Thomas Denis und Théo Bracke)
2024
 Französischer Meister – Omnium, Madison (mit Thomas Boudat)

### Straße
2022
eine Etappe und Punktewertung Tour d’Eure-et-Loir